# 分裂文
分裂文（ぶんれつぶん、英語：Cleft sentence）とは、単文の中のある成分（主語、目的語、その他）を強調するために抜き出し、コピュラ文を主節とする複文に変換した形の文をいう。
日本語の例を挙げれば「あいつが花瓶を割った」という代わりに「花瓶を割ったのは(が)あいつだ」という文である。

## 解説
英語などSVO型語順を持つ言語では、主節の動詞をなるべく前に置くことが好まれるため、例えば
- We're looking for Joey.「私たちはジョーイを探している」

を言い換えて、
- Who we're looking for is Joey.「私たちが探しているのはジョーイだ」

というよりも、さらにダミー主語のItを用いて従属節を後に置いた
- It is Joey that we're looking for.

という方が一般的な語順となる。そこで後者を、文が2つの部分に分かれているという特徴から分裂文と呼び、前者を擬似分裂文（ぎじぶんれつぶん、Pseudo-cleft sentence）と呼ぶ。つまり英語では it + be動詞 + X + 従属節 という形が分裂文、 従属節 + be動詞 + X という形が擬似分裂文である。ここでXは名詞句、前置詞句、形容詞句や副詞句である。焦点はXに、もしくは（特に真正の分裂文で）従属節またはその一部に置かれる（発話では強調される）。日本語では分裂文と擬似分裂文に当たる区別は特にない。

## 疑問文
分裂文は言語によっては、疑問詞を強調するなどの形で疑問文にもよく用いられる。例えば日本語では「誰が花瓶を割ったか？」というより「花瓶を割ったのは誰だ？」あるいは「誰が花瓶を割ったのだ？」（のだ文）という言い方が普通である。

### フランス語
現代フランス語では、次のような分裂文に由来する形式が疑問文（特に口語）で標準的に用いられている。
- Est-ce que（英語に直訳するとIs it that）...? 「...のか？」（疑問詞を含まない場合）
- Qu'est-ce que/qui*（What is it that）...? 「...のは何か？」
- Qui est-ce que/qui*（Who is it that）...? 「...のは誰か？」

（*：疑問詞が主語に当たる場合はqui、目的語に当たる場合はqueを用いる）
これらは全体として複合的疑問詞とみなされ、平叙文（疑問詞に相当する部分を除いたもの）に前置することによって疑問文が作られる。